# Сталінештська волость
Сталінештська волость — історична адміністративно-територіальна одиниця Хотинського повіту Бессарабської губернії.
Станом на 1886 рік — складалася з 16 поселень, 16 сільських громад. Населення — 9865 осіб (5109 чоловічої статі та 4756 — жіночої), 2211 дворових господарств.
|                     | Площа, десятин | У тому числі орної, дес. |
| ------------------- | -------------- | ------------------------ |
| Сільських громад    | 10187          | 7200                     |
| Приватної власності | 7332           | 6256                     |
| Казенної власності  | 105            | —                        |
| Іншої власності     | 405            | 405                      |
| Загалом             | 18029          | 13861                    |

Основні поселення волості:
- Сталінешти — село царачьке[2] при струмкові за 23 верст від повітового міста, 1062 особи, 215 дворів, православна церква, школа, поштова станція. За 7 верст — православна церква.
- Балкіоуці — село царачьке при річці Бульволи, 739 осіб, 173 двори, православна церква, школа.
- Белоуці — село царачьке при безіменій річці, 739 осіб, 185 дворів, православна церква.
- Гиждев — село царачьке, 376 осіб, 139 двори, православна церква, етап.
- Думени — село царачьке при річці Прут, 480 осіб, 110 двори, кордон.
- Костичани — село царачьке при річці Прут, 508 осіб, 118 дворів, православна церква, єврейський молитовний будинок.
- Кошуляни — село царачьке при річці Прут, 415 осіб, 102 двори, кордон.
- Негринці — село царачьке при річці Прут, 310 осіб, 65 дворів, кордон.
- Несвоя — село царачьке при річці Бадані, 892 особи, 198 дворів, православна церква.
- Мамалига — село царачьке при річці Прут, 655 осіб, 187 дворів, православна церква, кордон.
- Синжера — село царачьке при безіменій річці, 371 особа, 77 двори, православна церква.
- Форостне — село царачьке при яру Борич, 629 осіб, 163 двори, православна церква.
- Шендряни — село царачьке при річці Прут, 516 осіб, 140 дворів, кордон.
- Щербинці — село царачьке, 617 осіб, 173 двори, православна церква.